# Lacul Colentina
Lacul Colentina este un lac antropic amenajat pe râul Colentina, în București, sectorul 2. Are o suprafață de 29 ha, lungime de 1,3 km, lățime între 100-500 m, adâncime între 1-5 m și un volum de 0,6 milioane m³.
Lacul este situat in cartierul Colentina, la periferia sectorului 2
In amonte, spre vest, se află Lacul Plumbuita, iar in aval, spre est, se afla Lacul Fundeni.
Lacul Colentina este un lac popular pentru pescari.